# Louis Ferdinand af Preussen
Louis Ferdinand af Preussen (Louis Ferdinand Victor Eduard Adalbert Michael Hubertus Prinz von Preußen) (9. november 1907 – 26. september 1994) var næstældste søn af kronprins Wilhelm af Preussen og dermed nr. 3 i tronfølgerækken. Imidlertid døde hans ældre bror, Wilhelm i 1940 og Louis var dermed nr. 2 som tronfølger. I 1941 døde hans bedstefar, den sidste tyske kejser Wilhelm II af Tyskland og i 1951 døde hans far, den sidste kronprins Wilhelm af Preussen. Derefter var Louis overhoved for Huset Hohenzollern og først i rækken til at komme på tronen, hvis monarkiet skulle blive genindført i Tyskland. 
Louis boede i en periode i Detroit, USA og blev nære venner med Henry Ford og mødte Franklin D. Roosevelt ved flere lejligheder. Efter hjemkomsten til Tyskland omkring 1933, tog han skarpt afstand fra nazismen, i modsætning til sin ældre bror der var aktivt medlem. Efter 20. juli-attentatet i 1944 på Adolf Hitler, blev han forhørt for medskyld i mordforsøg. Der var dog ikke tilstrækkelige beviser for dette.

## Ægteskab og børn
Louis blev gift i 1938 med Kira Kirillovna af Rusland og parret fik syv børn:
1. Friedrich Wilhelm af Preussen (1939-2015), gift 1967 med Waltraud Freytag, senere skilt, to børn. Gift anden gang 1976 med Ehrengard von Reden, senere skilt, tre børn. Gift tredje gang med Sibylle Kretschmer. Frasagde sig sine arverettigheder i 1967.
2. Michael af Preussen (1940-2014), gift 1966 med Jutta Jörn, senere skilt, to børn. Gift anden gang med Brigitte von Dallwitz, ingen børn. Frasagde sig sine arverettigheder i 1966.
3. Marie Cècile af Preussen (1942-), gift 1965 med Friedrich August af Oldenburg, skilt i 1989, tre børn.
4. Kira af Preussen (1943-2004), gift 1973 med Thomas Frank Liepsner, skilt 1984, ét barn.
5. Louis Ferdinand af Preussen (1944-1977), gift 1975 med baronesse Donata Emma af Castell-Rüdenhausen og fik to børn, den ene efter sin egen død.
6. Christian-Sigismund af Preussen (1946-), gift 1984 med komtesse Nina Helene Lydia Alexandra Reventlow, to børn. Han har desuden et barn fra tidligere forhold med Christiane Grandmontagne.
7. Xenia af Preussen (1949-1992), gift 1973 med Per-Edvard Lithander og skilt 1978, to børn.